# 陸守絵麻
陸守 絵麻（りくもり えま、1986年2月6日 - ） は、日本の女性ファッションモデル。

## 来歴
14歳の時にモーニング娘。によるミュージカル「LOVEセンチュリー-夢はみなけりゃ始まらない-」（2001年）の一般公募共演者オーディションに合格して出演。
福岡市内の私立福岡第一高等学校に通う女子高生であった2001年、ギャル系ファッション雑誌『Cawaii!』に読者モデルとして登場するようになる。その後、専属モデルとなる。当時はまだ福岡市内に在住であり、撮影のたびに東京に通っていた。2004年3月、高校卒業の後に上京。『Cawaii!』2006年2月号で、斉川あい、青木亜希とともに振袖姿で表紙を飾っている。
『Cawaii!』は2006年2月号をもって斉川、青木と共に卒業。同じ主婦の友社『Ray』の2005年12月号から初登場し、葛岡碧らとともに中心的なモデルとして活躍。講談社の『With』『Style』にも登場している。

## 人物
- 趣味は音楽鑑賞。
- 特技はバレエ、新体操。

## 出演

### 雑誌
- Cawaii!（2001-06/2）
- Sweet（2005-）
- PS
- Ray （2005/12-）
- With（-2007/4）
- Style （2007/11-12）

### ショー
- 東京ガールズコレクション 2006年9月、2007/3月　2009/9月

### TV
- めざましテレビ 「MOTTOいまドキ!」（2008年4月 - 2009年3月、 フジテレビ系）

### 映画
- 『Flowers』監督巽祐一郎、制作ブロードバンドテレビ株式会社、2005年

### CM
- 第一興商 ビッグエコー
- ジョンソンエンドジョンソン ワンデーアキュビューディファイン（共演：相沢紗世）
- ライオン デンタークリアMAX（共演：ウエンツ瑛士）
- SANKYO CRフィーバー超時空要塞マクロス
- サントリー ジョッキのみごたえ辛口<生>（共演：安座間美優）